# Pontaury
Pontaury (sur certains documents anciens: Pont-au-Ry) est un hameau de Mettet situé en Wallonie dans l’Entre-Sambre-et-Meuse. Sis un peu au Nord de Mettet, et formant une agglomération unique avec lui, il fait administrativement partie de la commune de Mettet en province de Namur (Belgique)

## Histoire
Pontaury (ou 'Pont-au-Ri') est déjà mentionné au XVIe siècle comme simple pont sur un ruisseau (un ‘Ri’ en wallon) au nord de Mettet. Un hameau s’y développe à l’orée d’un massif forestier (qui donnera son nom à d’autres hameaux voisins : Devant-les-Bois et Bossière). 
De la grande forêt, il ne reste que quelques bois et le hameau se développant autour du croisement des routes N98 et N933 il s’intègre progressivement à l’agglomération de Mettet.
On y trouve le château de Thozée.